# 하노버 S반
하노버 S반(독일어: S-Bahn Hannover)은 독일 하노버 광역권에서 운행하는 광역철도 시스템이다. 2000년 세계 박람회를 하노버에서 유치하면서 이에 따라서 기존의 철도망을 S반으로 개편했다. 하노버 중앙역을 중심으로 운영하며, 인접한 첼레군, 하멜른피르몬트군, 힐데스하임군, 닌부르크군, 샤움부르크군으로 운행한다. 노르트라인베스트팔렌주의 민덴뤼베케군, 획스터군, 리페군, 파더보른군으로도 일부 노선이 운행한다.
2000년 S반의 개통으로 하노버 일대의 철도 대중교통이 개선되었다. 하노버 시내에서는 하노버 중앙역 및 하노버 시내의 다른 역에서 하노버 노면전차와 환승할 수 있다. 2011년 기준 연간 3090만 명의 승객을 수송했다.

## 운임
하노버 지역에서는 하노버 광역권 교통(Großraum-Verkehr Hannover, GVH) 운임을 적용받는다. 하노버에 인접한 지자체는 GVH 운임의 지역간 운임에 지속적으로 편입되었다. S반 운행 지역에서는 샤움부르크군, 첼레군, 하멜른피르몬트군이 편입되어 있으며 2008년 12월 14일부터는 닌부르크군, 힐데스하임군이 편입되었다. 해당 지역에서는 GVH 정기권으로 S반 이용이 가능하다.
2013년 6월 9일부터 GVH 지역 외부로의 이동 시 니더작센 운임(Niedersachsentarif)이 도입되었다. S5 노선의 뤼드게-파더보른 구간은 지역 교통조합 운임인 베스트팔렌 운임(Westfalentarif)이 적용된다. 2016년 8월부터 하노버 중앙역과 파더보른 중앙역간 S5 노선 이용 시 편도 16유로에 이용 가능하며(S5-Paderborn-Spezial) 인터넷이나 자동 발매기에서만 발매된다. 매표소에서 구매 시 2유로 추가금이 붙는다.

## 참고 문헌
- Michael Bahls: Die Hannover-Altenbekener Eisenbahn. Kenning, Nordhorn 2006, ISBN 3-927587-77-X.
- Eisenbahnatlas Deutschland 2007/2008. Schweers & Wall, Aachen 2007, ISBN 978-3-89494-136-9.
- Alfred Gottwaldt: Hannover und seine Eisenbahnen. Alba, Düsseldorf 1992, ISBN 3-87094-345-9.